# EdDSA
Nella Crittografia asimmetrica Edwards-curve Digital Signature Algorithm in sigla EdDSA, in italiano: Algoritmo di firma digitale con curva di Edwards è uno schema di firma digitale sviluppato da Daniel J. Bernstein, Niels Duif, Tanja Lange, Peter Schwabe, e Bo-Yin Yang.
L'Implementazione di riferimento è un software di pubblico dominio.

## Software
Usi di Ed25519 tra cui OpenSSH, GnuPG e diverse alternative, e lo strumento signify di OpenBSD.
- SUPERCOP[6] (Linguaggio C con assembler inline)

- NaCl / libsodium[7]

- Protocollo di Criptovaluta CryptoNote
- wolfSSL[8]

- I2Pd ha la sua implementazione di EdDSA[9]

- Minisign[10] and Minisign Miscellanea for macOS[11]

- Virgil PKI usa le chiavi ed25519 in maniera predefinita[12]